# Jastrzębska Spółka Węglowa
Jastrzębska Spółka Węglowa S.A. (JSW) is een mijnbouwbedrijf in Polen dat jaarlijks ongeveer 12 miljoen ton kolen produceert.
Het bedrijf heeft winbare reserves van 503,4 miljoen ton steenkool. Sinds 2011 staat het in de WIG 20 aandelenindex. Het hoofdkantoor staat in Jastrzębie Zdrój aan de Pools-Tsjechische grens.